# 中コモエ州
中コモエ州（なかコモエしゅう、フランス語: Région du Moyen-Comoé）はかつてコートジボワールに存在した州。州都はアベンゴウロー。面積は6,921平方キロメートル。人口は1998年国勢調査では約39万人、2010年推計では約56万人。国土の南東部に位置し、北から時計回りにザンザン州、ガーナ、南コモエ州、ラギューヌ州、アニェビ州、ンジ＝コモエ州と接していた。
1997年1月15日の行政区画再編によって設置された。2011年9月28日の行政区画再編によって廃止され、新たに設置されたコモエ地方の一部となった。また地方の下位区分として同じ領域にインデニエ＝ジブアリン州が設置された。

## 行政区画
成立時は2県であったが、2008年3月5日にアベンゴウロー県からベティ県が分立し3県となった。また県の下には2007年時点で13郡と4コミューンがあった。
- アベンゴウロー県（英語版）
- アニビレクル県（英語版）
- ベティ県（英語版）